# Noveglia
Il Noveglia è un torrente appenninico, affluente del Ceno, che scorre interamente nella provincia di Parma, nella zona dell'alto Appennino. La valle del torrente è percorsa dal tratto della via degli Abati che collega Bobbio a Pontremoli.

## Corso del torrente
Il Noveglia nasce dall'unione di piccoli rii alimentati da sorgenti poste presso la vetta del Monte Piano, nel territorio comunale di Borgo Val di Taro.
Giunto alle pendici del monte e ricevuto il contributo di numerosi corsi d'acqua minori provenienti dal monte Santa Donna, il torrente prende a scorrere in direzione nord ovest in una valle fittamente boscata segnando per un tratto il confine fra i comuni di Borgo Val di Taro e Bardi; quindi, dopo aver bagnato le località di Costa e Pesche e aver ricevuto il contributo in sinistra di alcuni brevi ruscelli provenienti dalla zona del bosco dei Frati, il Noveglia riceve in destra idraulica il suo principale affluente: il torrente Brugnola, cominciando a scorrere in un letto più ampio e ciottoloso.
Dirigendosi sempre in direzione nord ovest in una zona della valle dove i boschi iniziano ad alternarsi al coltivo, il torrente raggiunge l'omonima località di Noveglia presso la quale riceve in destra idraulica il rio Rosia e in sinistra il rio Bagne.
Passata Noveglia e ricevuti i contributi degli ultimi ruscelli: rio della Mazza in sinistra e dei rii Tambriolo e di Boè in destra, il torrente termina la sua corsa in Ceno proprio di fronte al paese di Bardi.

## Regime idrologico
Il Noveglia presenta il regime idrologico tipico dei torrenti appenninici, con accentuate magre estive e piene autunnale impetuose e importanti. Con la sua portata media di 1,26 m³/s e con un bacino imbrifero di 53,10 km² risulta essere il principale affluente del fiume Ceno.